# Sandviken
Sandviken es una localidad de Suecia, sede del municipio homónimo en la provincia de Gävleborg y la provincia histórica de Gästrikland. Tenía una población de 24 827 habitantes en 2023, en un área de 17,44 km². Se encuentra localizada a unos 25 km al oeste de Gävle y aproximadamente a 190 km al norte de Estocolmo.

## Historia
Sandviken fue fundada en 1862. El fundador, Göran Fredrik Göransson, construyó una fábrica de acero en la bahía arenosa del norte de Storsjön. Cuatro años antes, fue el primero en aplicar con éxito el método Bessemer a gran escala. La expansión de la acería también condujo a un aumento en la ciudad, que ya tenía 6000 habitantes alrededor de 1900. La localidad se convirtió en una ciudad de mercado (köping) en 1927 y en 1943 obtuvo el título de ciudad (stad). En 1970 se construyó el barrio de Nya Bruket, diseñado por el arquitecto posmoderno Ralph Erskine. La historia de la ciudad se puede ver en el museo de Bruksgården, ubicado en el antiguo asentamiento de trabajadores.

## Economía
Desde sus inicios, Sandviken era totalmente dependiente de la planta de acero Sandvikens Jernverks Aktie Bolag, en la actualidad Sandvik AB.

## Deportes
Su estadio Järnvallen fue sede de la Copa Mundial de Fútbol de 1958, convirtiendo a Sandviken en la ciudad más septentrional en la que se celebró el torneo.